# Laraki Borac
Borac (sau Laraki Borac) este cel de al doilea automobil sport construit de către firma marocană Laraki, acesta a debutat în anul 2005 în cadrul Salonului Auto de la Geneva.
Laraki Borac are forma unui GT, motorul fiind dispus în față, existând posibilitatea ca aceasta să aibă patru locuri două dintre acestea fiind în spate.Aceasta are un motor de Mercedes-Benz de 6.0 L V12 care dezvoltă 540 CP (400 kW), atingând o viteză maximă de 310 km/h, iar accelerația de la 0 la 100 km/h se realizează în 4,5 secunde.